# Theodor Körner (poète)
Pour les articles homonymes, voir Theodor Körner.
 (avril 2024).
Theodor Körner, né le 23 septembre 1791 à Dresde et mort le 26 août 1813  près de Lützow (Mecklembourg), est un poète et dramaturge allemand, devenu franc-tireur en réaction contre l'occupant français. Körner écrit des drames pour le Burgtheater de Vienne et des chants dans les guerres napoléoniennes. Sa mort prématurée comme membre du Lützowsches Freikorps en a fait une figure du patriotisme allemand.

## Biographie
Né à Dresde en Saxe, il est le fils de l'écrivain et juriste Christian Gottfried Körner (1756–1831) et de son épouse Minna, née Stock (1762–1843). Ses parents entretiennent des relations avec de nombreuses personnes de la vie sociale et artistique. Il compte, entre autres, Dorothée de Courlande et Elisa von der Recke parmi ses marraines. Son père est un mécène de Schiller, la famille entretient des échanges avec Goethe, Heinrich von Kleist, Friedrich Nicolai, Wilhelm et Alexander von Humboldt et Novalis, ainsi que Auguste et Friedrich Schlegel. Körner développe un intérêt précoce pour la musique, le dessin et la poésie. Plus tard, il chante dans les chœurs de Zelter à Berlin et de Streicher à Vienne. 
En 1808, il est admis à l'École des mines de Freiberg avec le géologue Abraham Gottlob Werner. Il s'initie à la géognosie par des excursions dans le massif gréseux de l'Elbe, les hauts-plateaux de Bohême centrale et les monts des Géants. À l'été 1810, il s'inscrit à l'université de Leipzig pour poursuivre des études d'histoire et de philosophie. Ennemi déclaré de la coterie aristocratique de cet établissement, il part à l'université de Berlin où il suit les cours du philosophe Fichte, du théologien Schleiermacher et de l'archéologue Niebuhr. Il pratiquait la gymnastique avec Friedrich Ludwig Jahn et Friedrich Friesen. Après une cure thermale à Carlsbad, il se rendit à Vienne.
Dans la capitale autrichienne, il rencontre des connaissances de ses parents, dont Wilhelm von Humboldt, mais aussi Friedrich Schlegel, son épouse Dorothea et leur beau-fils, le peintre Philipp Veit. Il a aussi été accueilli favorablement par la salonnière Fanny von Arnstein et sa fille Henriette ;  il a fait ici la connaissance de la romancière Caroline von Pichler. Il avait déjà donné au Burgtheater de Vienne plusieurs pièces, lorsqu'il se fiança à l'actrice Antonie Adamberger, la fille du ténor Johann Valentin Adamberger. Sa carrière a fut encouragée par le prince Joseph Franz von Lobkowitz de même que par Ludwig van Beethoven. 
En 1813, la Prusse retourna son alliance contre l'empereur Napoléon Ier. Au début de la campagne d'Allemagne, Körner s'enrôla dans le Lützowsches Freikorps à Breslau, une unité militaire de volontaires (corps franc) de l'Armée prussienne, pour repousser l'invasion française. Il y retrouva d’anciennes connaissances : Friedrich Ludwig Jahn et Friedrich Friesen. Sur la route de Vienne à Breslau, dans la région de Neustadt, une borne frontaliere prussienne portant un aigle lui a inspiré à écrire un poème : Der Grenzadler (l’Aigle Frontalier). 

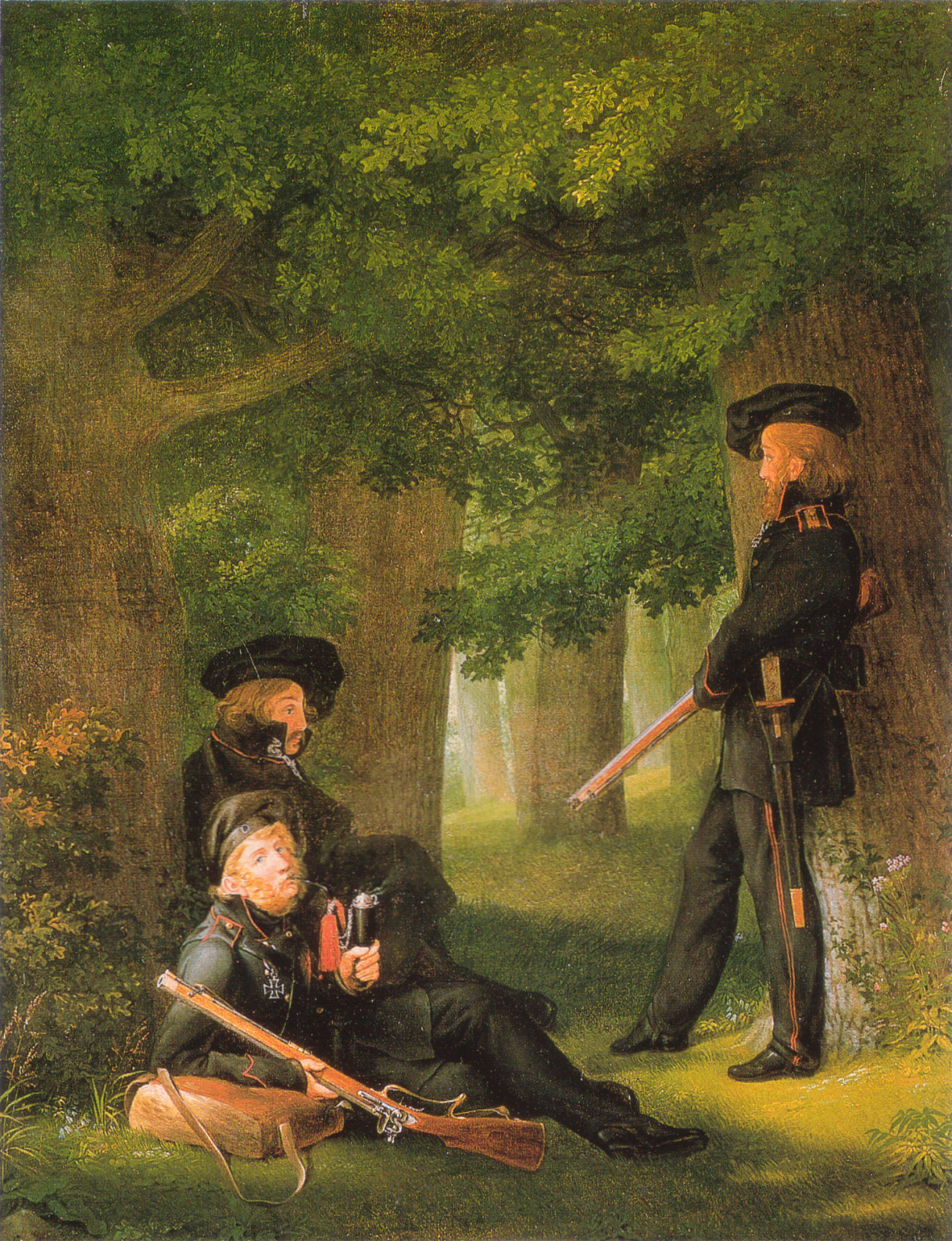
Körner avec ses camarades Friedrich Friesen et Heinrich Hartmann, peinture de Georg Friedrich Kersting (1815).

Son régiment d'infanterie a pris son quartier à Zobten (Sobótka). Le corps a été beni à l'église de Rogau (Rogów) le 27 mars ; le jour suivant déjà, les troupes commençaient à marcher vers la Saxe. Körner composa dans les camps des poésies pleines de patriotisme, qui lui valurent le surnom de Tyrtée allemand. Il s'est déclaré profondément déçu par le fait que les forces n'étaient pas impliquées dans des batailles majeures, lorsque l'armistice de Pleiswitz a été conclue le 4 juin. Néanmoins, le 17 juin à Kitzen près de Leipzig, son régiment se heurte à l'armée wurtembergeoise de Karl von Normann-Ehrenfels et a été en butte à une attaque violente menée par le général Fournier (« l’armistice pour tout le monde, excepté pour vous ! »). Gravement blessé, Körner s'est enfui vers Leipzig ; plus tard, il a récupéré à Carlsbad où il s'est entretenu avec sa marraine Elise von der Recke. 
Dans son retour au champ de bataille, il a pu rencontrer Charles Henri de Stein, Ernst Moritz Arndt, Gebhard Leberecht von Blücher et August Neidhardt von Gneisenau. Il a passé la soirée du 25 août au manoir de Gottesgabe près de Schwerin en Mecklembourg ; le jour suivant, il fut tué en combattant dans la forêt de Rosenow, au nord du village de Lützow. Il est enterré par ses compagnons dans le cimetière de Wöbbelin, la pierre tombale a été créée par Gottlob Friedrich Thormeyer.

## Œuvre
Ses poésies ont été recueillies, d'abord à Vienne en 1814 sous le titre La Lyre et l'Épée, puis à Berlin par Streokfuss et enfin à Leipzig, d'une manière tout à fait complète, par Ad. Wolti (1858).
- Le comte Hoyer de Mansfeld ou la bataille de la Welfesholze (Graf Hoyer von Mansfeld oder die Schlacht am Welfesholze) conte populaire qui raconte la Bataille de Welfesholz.